# 妖精的旋律
《妖精的旋律》是日本漫畫家岡本倫所創作的漫畫作品，於集英社的週刊YOUNG JUMP雜誌上連載，自2002年27號起至2005年39號完結，單行本全12卷。繁體中文版由長鴻出版社代理，以R18形式发行。之後改編為電視動畫，於2004年7月25日到10月17日期間放送，全13話+1话OVA。
而在德語裡，意思是妖精的歌曲。

## 故事簡介
頭部兩側各有類似貓耳的角，被稱為二觭人（ディクロニウス）的女性變異人(新人類或超能力者)，因為具有毀滅人類的力量，位於日本神奈川縣鎌倉市外海的離島上的國立生態研究所，便機密地將這些女孩隔離起來並加以研究。
某日，研究所內發生重大的意外事故。原本被隔離的二觭人少女露西，因為警衛的疏忽，得以突破拘束裝置，並殺害研究所內的武裝警衛，連研究所室長藏間的秘書如月都慘遭殺害。雖然狙擊手以穿甲彈瞄準她的頭部開槍，卻僅擊破其鐵頭盔；露西雖然頭部受傷流血並墜入海中，仍得以倖存並成功逃亡。
事件發生的次日，為了讀大學而前往鎌倉找親戚幫忙的青年-耕太，和年幼玩伴的堂親-由香久別重逢。相偕出遊至充滿回憶的海濱，碰上了因頭部受傷故造成另一個人格取而代之的露西；她只會發出「Nyu（にゅう）」的聲音，因此被取名為妮悠。妮悠對於自己是使人類滅亡的存在一無所知，耕太和由香兩人便決定帶到他們居住處的「楓莊」暫時定居下來。
此時，研究所出動了SAT（特殊突擊部隊）欲獵殺逃走的露西，SAT的隊員-坂東在海岸邊發現了人格轉換的妮悠。原本任務即將成功，卻因為妮悠恢復了露西的人格，與坂東同行的隊員全數遭殺害，僅存戰敗後身受重傷（失去右臂與雙眼）的坂東一人。誓言對露西復仇的他，藉由研究所的科學技術重新復活，後來逃出研究所、脫離SAT並回到鎌倉，不擇手段地搜尋露西的下落⋯⋯。

## 登場人物

### 二觭人女孩
露西（聲優：小林沙苗）
年約18歲的變異人女孩，頭髮與雙瞳皆為緋紅色，她是握有足以威脅人類地位之能力的新人類物種「二觭人」的原始母體，同時也是唯一具有生殖能力的個體（相當於蜂群組織中的女王蜂），也是唯一已成年的二觭人，在動畫的身高和由香或如月相仿應有160cm左右，漫畫更與浩太同高度應有170cm左右。
從研究所脫逃的時候由於頭部受到重彈衝擊，導致人格分裂，天真單純的妮悠因此誕生。只要頭部受到衝擊就會變回露西的人格，使用名為「手」的看不見的手臂，被稱為是個見人類就殺、殺人不眨眼的惡魔。不過，無論發生任何事情，她都不會傷害耕太還有動物（特別是狗），藏間室長也是她表示「絕不會殺死」的對象。
露西「手」的射程約為2公尺，動畫版中最多可使用4隻「手」，以距離而言是所有二觭人之中最短，不過論及力量則是最強大的，而且她的實戰經驗與戰鬥技巧也是最豐富的，例如使用「手」支撐來進行長距離空中跳躍動作。在漫畫的結局更擊敗過當代的護衛艦和戰鬥機等重型的現代常規武器，當初自衛隊計劃請求美軍用核彈把其和鄰近地區的人民同歸於盡的。
露西的身體也是比普通人和其他二觭人強壯得多，實際上被反器材步槍擊中頭部只受了輕傷，雖然當時她正在迴避中，但也可見其骨骼像坦克般堅固的。
關於露西不殺耕太的最主要原因，乃由於8年前的夏季祭典。當時她誤以為自己被耕太所背叛，於萬念俱灰的狀態下聽從了DNA聲音的慫恿，在耕太的面前將他的家人殘忍殺害，露西一直對這件事情深感後悔與自責，所以她無論如何都不讓耕太死去。後來，露西所希望守護（不願殺死）的對象，其範圍逐漸擴展為耕太居住的楓莊中的所有居民（也包含娜娜在內）。
另外，在距今約3年前的過去，為了拯救某位知心少女的性命，露西求助於藏間並且和他做了約定，但該少女最後還是死去。為了對這件事進行報復，露西決定要將所有和藏間有關係的人類都殺光，但唯獨藏間一人她絕對不會取他的性命（為了讓藏間體會失去重要之人的痛苦）。
順道一提，「露西」這個名字並非她的本名，是研究所根據1972年所發現的露西 (南方古猿)化石所給予的類似「代碼」的名稱。她的本名叫做「楓(かえで)」。
妮悠（Nyu）（聲優：小林沙苗）
妮悠（Nyu）是人格分裂的露西，這是由於露西被狙擊手用槍打穿頭盔並衝擊頭部的緣故。「如果沒有長角的話，希望能以這樣的性格活在世上。」正因為露西在潛意識中曾有過如此的心願，所以在人格分裂時便反映出自己所盼望的這種姿態。
妮悠最初的智商大約等於一個嬰兒，而且剛開始並沒有說話的能力，只會發出「にゅう」的聲音，但跟耕太一起在楓莊生活之後，也逐漸學會了基本詞語和生活習慣（最先學會的字似乎是「はい」，最先會叫的是耕太的名字「コウタ」）。妮悠無論對任何事物都充滿了好奇心，其中特別是楓莊那座壞掉的老舊時鐘最讓她感到興趣，平常總是忍不住去觸摸，後來甚至拆開來親自設法修理（在動畫版最後一幕，時鐘也真的開始繼續運作並且發出鐘響）。
當妮悠頭部受到衝擊或撞擊時，她會變回露西的人格；另一方面，當露西想到耕太以及過去和他的回憶時，她將無法控制地恢復為妮悠。動畫版看到香苗的照片，為了想變成香苗向耕太致歉，因而剪成短髮。
露西DNA之聲（聲優：小林沙苗）
露西的另外一個人格，以二觭人根源的本能而形成人格的姿態，頭部包裹著繃帶。在動畫版中，似乎只有在8年前的回憶中出現過，煽動當時陷入絕望深淵的露西，結果導致廟會祭典的恐怖殺人事件，以及稍後耕太的父親與妹妹被殺害。做為露西心裡的聲音，總是對她竊竊私語，並慫恿她將周圍的人類全部殺光，打算讓露西滅亡人類這個種族。
娜娜（聲優：松岡由貴）
有著桃色雙眼與短髮的變異人女孩，從出生後就被囚禁在研究所的實驗台，因為沒有生殖能力而被稱為「衍生人」，不過研究員之間都習慣以「7號」稱呼她。因為她的個性溫順又不願意殺人，所以每天都持續遭受殘酷的實驗對待。娜娜之所以能在痛苦之中存活下來，是因為她將蔵間室長當成自己爸爸一樣地仰慕，有著如此的精神支柱。喜欢把藏间的领带当抹额绑在额头。
關於娜娜的「手」射程距離並不清楚，動畫版中最多可以使用4隻「手」。娜娜在和露西的初次對戰中为了保护突然闯入的真由而落败，四肢慘遭露西截斷，但卻因此學會了暫時封印對方使用「手」的技巧。在事件之後，藏間室長給娜娜裝上義肢，娜娜靠著自己的「手」來操縱義肢，外觀上可以像普通的手腳一樣自由活動（不過經常會有控制不良導致手腳脫落的情況發生）。此外，娜娜還自己發明了將義肢向著對手發射（通稱為「火箭飛拳」）的戰鬥中攻擊招式。
娜娜剛來到研究所外面的世界時，由於長期與世隔絕而缺乏對社會一般知識的認知，連基本的生存行為都有問題（例如不會買東西、不知道紙鈔的用途）。後來因為和真由相遇以及加入楓莊這個家庭，逐漸學習到各種知識、常識和生活模式，終於得以慢慢融入正常人類的社會。
因為她的值得讚賞的絕妙表現，使得娜娜變成本作中首屈一指的人氣角色。而「娜娜」這個名字，似乎是她自己替自己取名的。
真理子（聲優：川上倫子）
年僅五歲的小女孩，卻是所有二觭人之中理論上最強，研究員間稱呼她為「35號」，事實上她是藏間室長的親生女兒。
「手」的射程距離長達11公尺，在當時登場的所有二觭人少女中實屬無人能及（可是在初期她連站起來這一簡單的動作都做不到的），而動畫版中26隻的「手」數量也是最多的。看到人類即殺，為異常危險的存在，因此被關在特別建造的隔離區域，而且體內有五處被研究人員植入炸彈（由於其中一次引爆使她失去右手，因此右手為義肢）。從研究所出來時，有一個行動電話外型，用來操控炸彈的控制器；如果沒有每隔30分鐘輸入認證密碼炸彈就會爆炸，研究員以這種方式來威脅真理子聽從命令。
在本作中，真理子是少數可以確定完整全名（藏間真理子）的角色之一。下場是父親引爆炸彈死在一起。
3號（聲優：高橋美佳子）
在本作中已經確認死亡的二觭人女孩，也是對藏間室長植入變異病毒，導致真理子和其他第三世代二觭人誕生的罪魁禍首之一，但也因為這件事的緣故，藏間室長和研究所終於得知二觭人如何誕生的秘密。
從之後的研究員的台詞，以及容貌上的相似性等方面來判斷，推測3號很有可能就是7號（娜娜）的姊姊。
「手」的射程距離不清楚，在殘殺警衛並對研究員移植病毒後，最後被角澤教授以來福槍命中頭部，當場身亡。

### 楓莊居民
浩太（另譯：耕太）（聲優：鈴木千尋／少年時代：生天目仁美）
出身於北海道，因為就學的緣故而回到久違8年的鎌倉的大學生，和由香是堂親的關係。居住在由香家所屬的一間名為「楓莊」的已停業料理亭，不過交換條件是每天必須做包含庭院在內的打掃工作。
耕太是8年前鎌倉發生的殺人事件的被害者（當時他的父親和妹妹都被殺害），而且也是唯一的生還者，但因為遭受嚴重打擊而住院達1年，關於該事件的記憶也全部喪失。在耕太的認知中，妹妹香苗和父親並不是被殺害，而是因為車禍與生病才去世的。
耕太在妹妹香苗去世前曾經對她說過很過份的話（打她巴掌、罵她是騙子、說討厭她），雖然他已經因為失憶而不記得，但對於這件事深感後悔與遺憾。或許就是因為這個原因，耕太對於妮悠、真由、娜娜這些無家可歸的可憐少女，才會無法見死不救，將她們當成妹妹來對待以補償自己的過錯。在楓莊中他的身份猶如大家長的父親一般。
於漫畫故事終章，耕太迫於不得已的情況結束了露西（妮悠）的性命。即使如此，仍舊每年都於夏日祭典最後一日時來到過去與露西（妮悠）約定的地方，後與由香成婚並育有一女，多年後終於與女兒於約定之處得知露西的本名，並且見到一對同名為「楓」的雙胞胎女孩出現在眼前（至少其中一人名為楓，而此名雖為露西的本名，但作者並未說明此雙胞胎與露西是否有所關聯）。
由香（聲優：能登麻美子）
出身於鎌倉，耕太的表親，從春天開始和耕太一起進入同一所大學就讀。因為擔心耕太和妮悠兩人同居，耕太可能會做出什麼不軌的行為，便以「監視耕太」為名義在楓莊一起住了下來。
由香的學業成績很好，但因為想要和耕太上同一所大學，所以寧可捨棄掉分數比較高的學校，她是這樣子地喜歡著耕太（但耕太並不知情）。因為由香總是將這害羞的情感隱藏起來，加上是個容易吃醋的醋罈子，所以經常對耕太暴力相向（出拳打人、凶神怒瞪、甩巴掌、踩腳等等），並且口是心非地罵耕太「笨蛋」；另一方面她也擁有極端敏感的體質，而且不自主地拿耕太對妮悠的態度與行為來和自己做比較。
真由（聲優：萩原惠美子）
原本是在海濱的船屋和小狗旺太一起生活的離家少女，為了歸還耕太遺留的雨傘而來到楓莊拜訪，受到耕太等人的溫暖對待，後來就決定在楓莊居住下來。真由其實是一位家暴的受害少女，因為曾持續遭受繼父的性虐待，對於男性還有家人之類的都懷著不信任感，既使住進楓莊之後也還留有這種態度。不過，她對於身為男性的坂東卻可以相當平常地對待，並曾經在坂東命危之際救了他的性命。
真由是最先得知有關二觭人和「手」能力等秘密的普通人（經由娜娜口中得知），和娜娜是猶如姊妹般的親密朋友。她除了設法將娜娜帶進楓莊的家庭，調解露西和娜娜之間的衝突之外，也教導娜娜日常生活的知識與技巧，是一位相當善解人意且勇敢堅強的女孩。
旺太（聲優：萩原惠美子）
和真由一起行動並相依為命的無家可歸的小狗，對真由來說是猶如家人般的重要朋友，本名叫「詹姆士」（ジェームス）。曾經一度被原本的飼主領回去，使得真由變成孤單寂寞的一人；後來不知道是再度被拋棄，或者是自己離家出走，又回到真由的身邊，並且在楓莊和大家一起生活。在娜娜加入之後，由她負責餵旺太吃飼料。
望美（漫畫原作限定角色）
由香的學妹，僅出現於漫畫版中的角色。一心想成為像去世的母親那樣的歌劇演唱家，因此瞞著親人，私底下以報考音樂大學為目標。
望美對歌唱非常拿手，擁有日本人當中為數極少的「戲劇女高音」（Soprano Dramatico）聲帶；但或許因為那種聲帶對日本人而言是珍貴稀有之存在的緣故，相對地也有附加風險，那就是望美的喉嚨為此十分脆弱。除此之外，望美有一個毛病，只要一緊張就會失禁（尿褲子），因此經常都是包著尿布行動的。擅長的歌曲為胡戈·沃尔夫（Hugo Wolf）所作的『Elfen Lied』。

### 國立生態科學研究所成員
藏間（聲優：細井治）
研究所的室長，平時沈默、冷酷而且喜怒不形於色，給人難以相處的印象。一般認為是研究所內地位僅次於角澤長官的領導者，同時也是所有研究員中和露西有著最深因緣的一人。
藏間在年輕時被角澤拉進了暗中研究二觭人的國立生態科學研究所，隨後在3號逃脫事件中被3號植入了病毒，並與妻子生下了二崎人(真理子)，親身證實了二崎人用觸手繁衍下一代的事實。之後被角澤長官以真理子威脅，一直在待在國立生態科學研究所進行二崎人的研究。
對娜娜而言，將他當成父親一樣地景仰和崇拜，而藏間也彷彿將娜娜看成自己女兒一般地珍惜。藏間不僅僅是身為真理子的親生父親，同時也因為角澤長官的命令，內心裡持續不斷地遭受煎熬與痛苦。其大量複雜的戲份以及充滿悲劇的背景，堪稱為另外一位主角，在本作中扮演著不可或缺的重要地位。
動畫版中最終的結局是抱著真理子一起自爆，在死前終於對真理子盡到了些許身為父親的責任。
白川（聲優：生天目仁美）
藏間直屬的女秘書，是一位充滿知識的美女，對藏間室長十分忠實與尊敬，同時似乎也對他懷著同情心與幾分情愫。
在藏間因為真理子的事情而獨自行動後，白川奉命成為代理者，並全權負責指揮真理子逮捕露西的作戰行動，不過她還是念念不忘藏間室長。在娜娜、露西與真理子的戰鬥中，對於身為普通人的耕太能和二觭人溝通一事感到極度不可思議，當她正打算一探究竟並阻止露西殺人時，被恢復人格的露西殘酷殺害，最後含淚而終。
如月（聲優：山本麻里安）
藏間直屬的女秘書，似乎是東大畢業的高材生，但是表現卻很迷糊、笨拙而且超級冒失的女孩，即使連「端茶送水」這種事情都做不好（走起路來左搖右晃地無法平衡，甚至沒走兩三步就跌得四腳朝天）。不過這樣的她卻是藏間室長十分欣賞的角色，藏間甚至認為「因為有她這種人的存在，研究所內的地獄生活才出現一線希望」。
在露西從研究所脫逃時，如月意外地出現在露西面前（因端茶水時跌倒），接著被露西斫頭而瞬間被殺害，甚至屍體還被露西拿來當擋箭牌。
根據同人界的黑貓堂同人誌《エルフィンリート》（目前已入手困難）的說法，如月約在18歲時便進入研究所工作，被殺害時僅得年24歲（作者已承認）。
矶边/矶部
藏间的部下，仅在漫画中登场。负责控制植入真理子体内的炸弹。在炸弹密码被真理子骗出后，遭到真理子杀害。
齊藤（聲優：山本麻里安）
真理子的母親代理人，五年以來都是由她在照顧真理子，雖然從來沒見過面，但每天都透過對講機和真理子講話，而真理子也都喊她為「媽媽」。
為了出動35號追捕露西時，由齊藤將真理子從囚禁室中呼喊了出來。原本以為將是充滿淚水的會面，不料真理子卻說「妳才不是我的媽媽」，隨後將她的身體斷成兩截並甩飛出去。儘管在現實任何標準中「己死」的齊藤，在臨死前賭上最後一口氣按下遙控按鈕，引爆了真理子手臂中的炸彈，終於使得真理子聽從研究員的命令。
角澤長官（聲優：有本欽隆）
研究所內地位最高的男人，企圖和露西產下後代並成為新人類的始祖，頭部長有類似變異人的角。
原本擁有發出（總理大臣特權所屬之）SAT部隊出動命令的權力，在露西從研究所脫逃的時期，角澤長官本人不在研究所內，所以SAT特殊部隊的出動請求是由藏間室長以長官的名義代為發出。

### 其他人物
坂東（聲優：中田讓治）
警視廳特殊急襲部隊（通稱為SAT）的隊員，有著狂暴的性格，左右雙手可以同時分別操作大口徑槍械，在短兵相接的近身戰中，是個無人能與其匹敵的戰鬥怪物。
在和露西的戰鬥中，原本已掌握她的「手」的特性，沒料到卻被露西以手槍擊倒，且雙眼以及右臂都被廢掉而慘敗，後來因為真由的出現而救了他一命。從此以後便發誓要對露西復仇，因為他已遭受「手」病毒之感染，接受去勢手術為條件，安裝了高科技的可視義眼以及可動式義肢。手術剛完成後便帶著武器脫離SAT，回到和露西對戰的海岸邊潛伏，還曾經跟剛從研究所逃出來的娜娜戰鬥過。為了應付「『手』隨意丟擲身邊物品」的威脅，坂東每天都在海邊撿拾垃圾，甚至威嚇遊客不許亂丟垃圾。後來因為藏間室長的出現，將與娜娜戰鬥中損壞的義手修復完成，並接著在露西與真理子的戰鬥中現身，追逐露西展開第二次決鬥；戰鬥中一度將露西逼至走投無路的地步，但最後的結果是再度戰敗。
坂東加入SAT部隊的理由是因為「可以合法地殺人」。至於這個角色名字的由來，是得自作者大學時代的某位友人。
角澤教授（聲優：平田廣明）
在耕太和由香就讀的大學中任教的大學教授，原本曾是研究所的成員，同時也是角澤長官的兒子。他和藏間室長是大學時代的同窗之交，也是將藏間拉進研究所的推手；在知道二觭人誕生秘密之後，決定離開研究所轉到大學進行研究。
角澤教授在大學裡和助手荒川共同致力於「『手』病毒專用疫苗」的開發。其實他的真正野心是和女王身份的露西結合，成為新人類的亞當和夏娃（他正是協助露西從研究所脫逃的幕後黑手）。頭部和露西同樣長有一對角，在漫畫版中他曾透露他和他的家族也是二觭人，但因長期和人類通婚而血統被淡化，最終失去二觭人包括「手」在內的大部份能力，而只剩下一對角（這對角也是他家族姓氏「角澤」的來源）。最後他遭到露西拒絕，並且被斷頭而殺死，頭部後來被荒川帶回研究所。
荒川（聲優：石原繪理子）
角澤教授在大學裡的女助手，跟隨角澤教授一起進行「『手』病毒專用疫苗」開發研究的眼鏡大姊，也是少數知道二觭人秘密的普通人類。她跟耕太一起目擊被露西殺死的角澤教授的命案現場，並且將這個事實報告給研究所。
在角澤教授死後，她將其頭部帶回到研究所，接著因為教授父親的角澤長官的命令（不將教授的秘密洩漏出去），在研究所內幫助進行「手」病毒的改良，但荒川私底下仍然持續進行著教授在大學裡的研究工作。長官曾要求她找出目擊教授命案現場的另一人（即耕太），而荒川後來也確實回想起來，但因為不忍心葬送年輕人的生命，最後並沒有將耕太的資料交給長官。
荒川總是在意著「已經很久沒有洗澡」這件事，經常自言自語或者向身邊的人抱怨，實際上她算是本故事的關鍵人物之一。
大森（聲優：堀江一真）
原本是研究所的成員，在3號叛變的事件中和藏間一起被感染了「手」病毒，隨後生下二觭人女兒。為了避免二觭人長大後能力覺醒時會首先殺害雙親，雖然本人極度不願意，但也只能夠無奈地讓剛出生的女兒被藏間親手殺死。

### 其他人物（僅在前史登場）
香苗（另譯：佳苗）（聲優：山本麻里安）
耕太的妹妹，出身於北海道，對身為哥哥的耕太十分愛慕，還會因此吃由香的醋。在8年前耕太全家到鎌倉遊玩時因故死亡。曾經在海濱撿到漂亮的貝殼並且送給耕太，在她死後該貝殼變成耕太最重要的紀念物。
耕太本人認為香苗是因為遭遇交通事故而死亡，不過這是喪失記憶加上逃避現實的耕太所假設出來的想法，事實上香苗是在回程的電車上被露西所殺死。當時露西因為一些誤會，認為自己被耕太拋棄而怒火中燒，香苗因為在廟會上目睹了露西大開殺戒的場景，企圖阻止露西殺死哥哥而被攔腰切成兩段，含淚而終。
父親（聲優：小野大輔）
耕太和香苗的父親，8年前的夏天帶著家人到鎌倉親戚家遊玩，因為廟會上發生的恐怖炸彈事件而決定提前返家（其實是露西殺人事件）。在回程的電車上遭遇絕望憤恨的露西，在聽到耕太（因為香苗被殺害）的驚叫聲後上前一探究竟，隨即也瞬間被露西斷頭殺害。
友雄（另譯：友男、智雄）（聲優：高木禮子）
露西年幼時期住在同一間兒童中心的男孩，是一群恃強欺弱的惡劣小男生的帶頭者，平常總是因為露西頭上的角而欺負、嘲笑、刁難她。（露西認為，這些小孩都是不幸的，因此需要找到更加不幸者來自我安慰，所以才會拿她當作對象。）
他將露西偷偷飼養的小狗抓來當人質，並且和同伴聯手，在露西面前親手將小狗殘忍地毆打致死，結果和其他欺負人的小孩全部被力量覺醒的露西所殺害（此為8年前鎌倉殺人事件的開端）。
少女（聲優：下屋則子）
露西小時候住在同一間兒童中心的女孩，跟其他孩童不同，對露西表現出相當親切友善的態度，和露西算是朋友的關係，不過這似乎只是形式上的意味。
她將屬於自己和露西兩個人的秘密給洩漏出去（偷偷飼養流浪小狗一事），導致小狗被友雄等壞小孩打死，並且在露西難過時疑似暗中竊笑（從露西眼裡看到的景象），最後的下場是被力量覺醒的露西兇殘地殺害。
藏間 廣美（聲優：神田朱未）
藏間室長的妻子，在故事本篇中已經死亡的角色。「廣美」（ヒロミ）這個名字是在漫畫原著第7集中得到確認，然而在動畫版中並未提及藏間妻子的名字。
因為藏間室長受到3號植入「手」病毒的緣故，生下了二觭人小孩，同時因為罹患子宮癌所以無法再生育。生產後得知藏間欲親手殺死孩子，虛弱的身體受不了衝擊而生命垂危，後來在藏間打算下殺手時拼命阻止，讓他打消了念頭，但也因為激動造成失血過多而死亡。
繪畫少女（高田愛子）（聲優：山本麻里安）
一位喜歡繪畫的國中女生，是露西除了耕太之外唯一願意當朋友的普通人類，她的事件是造成露西和藏間室長之間結下仇恨的根源。
愛子和露西的邂逅約發生在3年前，動畫版中並無交代任何關於她的身家背景（連姓名都未提及），不過她似乎因某些理由殺了人，而作為朋友的露西準備保護她並幫她頂罪。在研究所人員和警方到達後，她為了保護露西而被狙擊手擊中；露西因此以自己投降為作交換條件，要求藏間全力挽救她的生命。最後的結果，雖然送醫急救但愛子還是回天乏術。因為這件事，讓露西決定無論發生任何事都不會殺死藏間（為了讓他體會失去身邊重要之人的滋味）。
相對於動畫版的設定，在漫畫原作的最終話中，已經確認繪畫少女活了下來。

## 用語
二觭人
對於所謂「新人類」的稱呼，擁有將人類逼至滅亡之路的力量。在露西前類似的人曾有男性的，但不論性別全部夭折了。所包含的特徵為：腦部有成長到雞蛋般大小的松果體、像觭角一樣的骨骼突出於頭部兩側、而且擁有數隻肉眼看不見，被稱為「觸手」的手腕。觸手中擁有被稱作「觸手病毒」的逆轉錄濾過性病毒，人類的男性只要被觸手接觸到，就會受到病毒感染，從此生下來的孩子頭部兩側會長角，而且都會是沒有生殖能力的女孩。擁有生殖能力的「女王」，和沒有生殖能力並服從女王的「衍生人」，她們之間的關係和蜂的生態極為相似。而因為角藏家族的身世確認二觭人仍然是人類物種之中。
衍生人
對於受到觸手病毒感染的人類男性，和女性結合所生下來的二觭人的稱呼。衍生人存在之目的是為了讓觸手病毒得以蔓延，因此她們沒有生殖能力、成長速度快於正常人類、既使受了傷恢復速度也特別迅速，這些是衍生人的特徵。能力的覺醒（觸手的出現）通常在3歲過後，而且首先遭到觸手殺害的通常是家族中的親人。研究所對於大部分的衍生人，都是在剛出生時就將其殺死；少部分沒有被處死的小嬰兒，則被當作拋棄式的實驗對象來對待，每天接受如嚴刑拷打般的實驗。研究所內的衍生人都各有一個編號，應該是根據她們被發現的時間順序來進行編排。
觸手
二觭人所擁有的特殊能力，也是她們和普通人類最大的差別。動畫和漫畫中一般通稱為「手」，不過這個通稱的含意過於模糊與籠統，不適用於「用語解說」這類正式場合；而且為了符合 必須「接觸」到對象才能夠發揮其功用 的特性，再加上英文 Vector 一詞原本就有「傳染媒介」的意思，故此處將不用「手」這個通稱，而使用「觸手」來稱呼之。（稍候的「觸手病毒」與「觸手病毒專用疫苗」亦為相同方式。）
觸手擁有人類的「手」的外形，但是在通常狀態下人類無法看見它們的存在，唯有在發出強烈波動時才有可能以肉眼確認。藉由高週期波動所引發的共振原理，觸手具有將物體切斷的可能性，進一步地，也可以使用來做為殺傷人類的工具。做為觸手的運用，諸如槍彈、爆彈及爆風等物理攻擊都可以使其停止、扭曲或者偏離軌道。不過對於鐵球或重砲彈之類質量龐大、運動量亦高的攻擊，觸手並沒有辦法抵擋或者使其偏離，但依然可以藉由使其減速來降低對本身的傷害。另外，當二觭人雙方使用觸手和觸手進行戰鬥時，對於敵方的觸手並沒有辦法防禦或者使其偏向，但是可以抓住對方的觸手來制止其行動。原本的用途是針對人類男性進行觸手病毒的輸送，即觸手的角色是做為植入病毒時的輸送管。雖然觸手在普通人類看來，可能被認為是像超能力一樣的東西，其實這是人類在進化的過程中新生出來的生殖器官。
觸手病毒
屬於一種「逆轉濾過性病毒」(Retrovirus)，只有人類的男性會受到感染。因為病毒只要一接觸到空氣就會死亡，所以通常是以觸手當作輸送管，透過直接植入體內的方式來讓對象受到病毒感染。在研究所中，克服了接觸空氣會隨即死亡的缺點，成功開發出改良型的病毒。
觸手病毒專用疫苗
如同其名稱所表示，這是針對觸手病毒專用的疫苗。原本由角澤教授在大學中秘密地進行研究與開發，在教授死後由荒川將樣本回收，並且想盡辦法把疫苗給完成了。因為二觭人似乎本能上將這種疫苗視為「危險物品」，所以想盡辦法要殺掉負責開發的荒川。
楓莊
位於鎌倉的一家高級料理店，原本供應日本料理不過目前已經沒有營業，負責管理者是由香的老家。因為耕太來到鎌倉讀大學的緣故，由香家決定免費將料理亭借給耕太使用，不過條件是耕太每天都必須要做打掃的工作。從來到鎌倉並在海邊撿到妮悠的那天開始，由香、真由、旺太和娜娜先後都以寄居者的身份住進楓莊。此外，由於露西的本名叫做「楓」的關係（動畫版中並未提及，應屬於漫畫版的範疇），私底下也有不少議論，認為楓莊原本可能是露西的老家也說不定。
國立生態化學研究所
孤立存在於太平洋的一座小島上的國家機構，是由角澤長官投入國家預算的大筆經費所建造出來的研究所。後來由於對外宣稱此研究所專門從事「病毒研究」的緣故，關於觸手的研究便移交到佐世保觸手研究所進行管理。關於分割移交的實際原因，乃由於針對達成原本目標一事，觸手研究者已經被認為沒有需要了。
八年前的事件
在故事本篇開始的8年之前，以兒童養護機構所爆發的少年少女共4人慘遭殺害為開端，以及隨後陸續發生的多起恐怖殺人事件。事件的犯人為露西。耕太一家人從鎌倉返回北海道老家的那天夜晚，在回程電車上發生的香苗和父親被殘殺，並導致耕太精神受打擊而喪失記憶的事件。事件的犯人同樣是露西。

## 出版書籍
| 集數 | 集英社         | 集英社             | 長鴻出版社     | 長鴻出版社           | 備註                                                                       |
| 集數 | 發售日期       | ISBN               | 發售日期       | EAN                  | 備註                                                                       |
| ---- | -------------- | ------------------ | -------------- | -------------------- | -------------------------------------------------------------------------- |
| 1    | 2002年10月23日 | ISBN 4-08-876358-3 | 2006年10月4日  | EAN 471-0765-20896-7 | 特別收錄《MOL》                                                            |
| 2    | 2002年10月23日 | ISBN 4-08-876379-8 | 2006年11月25日 | EAN 471-0765-21103-5 | 特別收錄《デジトポリス》                                                   |
| 3    | 2003年2月24日  | ISBN 4-08-876406-1 | 2007年2月27日  | EAN 471-0765-21165-3 | 特別收錄《メモリア》                                                       |
| 4    | 2003年5月24日  | ISBN 4-08-876446-7 | 2007年5月5日   | EAN 471-0765-21347-3 |                                                                            |
| 5    | 2003年8月24日  | ISBN 4-08-876477-1 | 2007年7月13日  | EAN 471-0765-21524-8 | 特別收錄《妖精的旋律》 （エルフェンリート）                                |
| 6    | 2003年11月24日 | ISBN 4-08-876513-3 | 2007年9月19日  | EAN 471-0765-21697-9 |                                                                            |
| 7    | 2004年7月21日  | ISBN 4-08-876638-6 | 2008年3月19日  | EAN 471-2805-82186-0 |                                                                            |
| 8    | 2004年7月21日  | ISBN 4-08-876638-6 | 2008年5月23日  | EAN 471-2805-82327-7 | 特別收錄（番外篇） 1.《另一個幸福的未來》 （もうひとつの幸せな未来） 2.《喝酒還是被醒酒？》 （酒は呑むほう呑まれるほう？） |
| 9    | 2004年10月24日 | ISBN 4-08-876696-6 | 2008年6月16日  | EAN 471-2805-82445-8 |                                                                            |
| 10   | 2005年3月23日  | ISBN 4-08-876764-2 | 2008年8月24日  | EAN 471-2805-82579-0 |                                                                            |
| 11   | 2005年11月23日 | ISBN 4-08-876838-0 | 2008年9月9日   | EAN 471-2805-82675-9 |                                                                            |
| 12   | 2005年11月23日 | ISBN 4-08-876884-7 | 2008年10月22日 | EAN 471-2805-82756-5 |                                                                            |

## 電視動畫
電視動畫版在2004年7月25日於CS放送局的AT-X頻道開始播出（衛星播放），然而因為過於激烈的暴力內容描寫，被歸類為未滿15歲禁止觀賞的輔導級節目。在AT-X播出的節目宣傳中，同時存在有「萌化版本」（旁白：能登麻美子）和「殘虐版本」（旁白：細井治），共兩種類型的宣傳廣告；由於這種極端差異的組成方式，對於沒有欣賞過原作的觀眾，幾乎看不出來兩種宣傳片其實是指相同一部作品。
在神奈川電視台（簡稱tvk）於2004年10月以「DVD發售紀念」為題，從DVD所收錄的第1話與第2話中，剪掉殘酷描寫的場面而播出所謂的簡易摘要版（Digest）。
自2005年4月3日開始播放的電視台版，對AT-X版的內容進行更嚴格的修正，將部分鏡頭畫面剪掉而成，在神奈川電視台、千葉電視台、埼玉電視台、SUN電視台播出。第4話中娜娜被截斷四肢的場面，以及第11話中真理子進行實驗的場面，在本作中屬於最殘虐的鏡頭，因為這個原因被判斷為「不可能播出」，結果都被剪掉；然而後來因為故事時間不足的緣故，不得已在次回開頭中播出。

### 製作團隊
- 原作 - 岡本倫（集英社 / 週刊YOUNG JUMP連載）
- 監督 - 神戶守
- 系列構成、腳本 - 吉岡孝夫
- 人物設計、總作畫監督 - 岸本誠司
- 機械設計 - 大河廣行
- 美術設定 - 青木智由紀
- 美術監督 - 伊藤聖
- 色彩設計 - 中田亮大
- 攝影監督 - 白井久男
- 編輯 - 瀨山武司
- 音響監督 - 清水勝則
- 音樂 - 小西香葉、近藤由紀夫
- 製作人 - 田村學、森尻和明、越中おさむ
- 動畫製作 - Arms
- 協力製作 - GENCO
- 製作著作 - VAP、GENCO

### 主題曲
- 片頭曲《LILIUM》

作詞、作曲、編曲：小西香葉、近藤由紀夫 / 演唱：野間久美子
歌詞使用拉丁文寫成，並引用了《聖經》的詩篇37:30以及雅各書1:12的段落。
"lilium" 為拉丁文的百合之義。基督教文化中「百合」特別以白百合象徵女性的純潔、也是用來代表聖母馬利亞的象徵。在拉丁文中，也有「人類」的意思。
- 片尾曲《be your girl》

作詞：日向めぐみ / 作曲、編曲：加藤大祐 / 演唱：河邊千惠子
片頭曲和片尾曲所致敬的名畫場景為奧地利畫家古斯塔夫·克林姆的作品。

### 各話列表
| 話數 | 日文標題（德文標題）    | 中文標題（英文標題）                                                                                      | 分鏡       | 演出       | 作畫監督                          | 首播日期      |
| ---- | ----------------------- | --- | ---------- | ---------- | --------------------------------- | ------------- |
| 1    | （BEGEGNUNG）           | 邂逅 （Encounter）                                                                                        | 神戶守     | 神戶守     | 武藤技闇                          | 2004年7月25日 |
| 2    | （VERNICHTUNG）         | 掃蕩 （Sweeping）                                                                                         | 渡邊純央   | 渡邊純央   | 服部憲知                          | 8月1日        |
| 3    | （IM INNERSTEN）        | 內心 （Within the Bosom）                                                                                 | 佐土原武之 | 佐土原武之 | 嶋田俊彥                          | 8月8日        |
| 4    | （AUFEINANDERTREFFEN）  | 觸擊 （Touching Attack）                                                                                  | 岩永彰     | 岩永彰     | Yang Kwang Suk                    | 8月15日       |
| 5    | （EMPFANG）             | 落掌 （Receiving）                                                                                        | 大西景介   | 大西景介   | 服部憲知                          | 8月22日       |
| 6    | （HERZENSWÄRME）        | 衷情 （Inner Feelings）                                                                                   | 阿部達也   | 靜野孔文   | 武藤技闇                          | 8月29日       |
| 7    | （ZUFÄLLIGE BEGEGNUNG） | 際遇 （Chance Meeting）                                                                                   | 渡邊純央   | 渡邊純央   | 深澤學                            | 9月5日        |
| 8    | （BEGINN）              | 嚆矢 （Beginning）                                                                                        | 佐土原武之 | 佐土原武之 | 嶋田俊彥                          | 9月12日       |
| 9    | （SCHÖNE ERINNERUNG）   | 追憶 （Recollection）                                                                                     | 岩永彰     | 岩永彰     | 澤崎誠                            | 9月19日       |
| 10   | （SÄUGLING）            | 嬰兒 （Infant）                                                                                           | 大西景介   | 大西景介   | 服部憲知                          | 9月26日       |
| 11   | （VERMISCHUNG）         | 錯綜 （Complication）                                                                                     | 阿部達也   | 草川啓造   | 武藤技闇、阿部達也                | 10月3日       |
| 12   | （TAUMELN）             | 泥濘 （Mud）                                                                                              | 渡邊純央   | 渡邊純央   | 深澤學、服部憲知 細山正樹、森田實 | 10月10日      |
| 13   | （ERLEUCHTUNG）         | 不還 （Nothing Left）                                                                                     | 神戶守     | 神戶守     | 岸本せいじ                        | 10月17日      |
| 14   | （REGENSCHAUER）        | 陣雨中、究竟， 少女的心意要如何才能傳達？ （In the rain, or, how can a girl have reached such feelings?） | 神戶守     | 神戶守     | 岸本せいじ                        | 2005年4月21日 |

- 第14話為DVD7th.Note收錄的番外篇。

### VHS/DVD
| 標題                      | 發售日 / 規格編號 | 收錄話數       | 封面人物            |
| ------------------------- | ----------------- | -------------- | ------------------- |
| エルフェンリート 1st Note |                   | 第1話、第2話   | 妮悠 露西（限定版） |
| エルフェンリート 2nd Note |                   | 第3話、第4話   | 娜娜                |
| エルフェンリート 3rd Note |                   | 第5話、第6話   | 真由                |
| エルフェンリート 4th Note |                   | 第7話、第8話   | 由香                |
| エルフェンリート 5th Note |                   | 第9話、第10話  | 白河、如月、荒川    |
| エルフェンリート 6th Note |                   | 第11話、第12話 | 真理子              |
| エルフェンリート 7th Note |                   | 第13話、番外篇 | 露西                |

### 原聲帶
在日本地區，動畫原聲帶原本僅收錄於《妖精的旋律》DVD 1st Note 初回版中，僅以封裝形式存在。
| DVD 1st.Note初回版ver.        | Blu-ray BOX Ver.                |
| ----------------------------- | ------------------------------- |
| 01 - Lilium ~opening version~ | 01 - LILIUM 〜opening version〜 |
| 02 - 渇望                     | 02 - 渇望                       |
| 03 - 深海                     | 03 - 深海                       |
| 04 - 花容                     | 04 - 虚空                       |
| 05 - 閃光*                    | 05 - 輪廻                       |
| 06 - 揺藍                     | 06 - 回想*                      |
| 07 - 浄罪                     | 07 - 約束                       |
| 08 - 輪廻                     | 08 - 揺籃                       |
| 09 - 約束                     | 09 - LILIUM 〜saint version〜   |
| 10 - 剥離*                    | 10 - 花容                       |
| 11 - 虚空                     | 11 - 浄罪                       |
| 12 - 陽光*                    | 12 - 雨露                       |
| 13 - 螺旋                     | 13 - 苦悩*                      |
| 14 - 雨露                     | 14 - 憧憬*                      |
| 15 - Lilium ~saint version~   | 15 - 螺旋                       |
| 不適用                        | 16 - LILIUM 〜violin version〜* |

音樂：小西香葉、近藤由紀夫
《Lilium》除了上述兩種版本外，還存在有動畫原聲帶中所沒有的「改造版」，另外也存在所謂的「完整版」。
《Lilium (Saint & Instrument Remix) 》前半段為女聲、後半段開始為男聲、接著是演奏部分、最後的呈現方式有音樂盒演奏的感覺。
所謂的「完整版」，動畫版第13話ふげん的尾段，《Lilium》的歌詞跟"普通版"有所不同，這就是「完整版」的由來。

## 週邊商品

### 模型
2007年，Dream Tech宣布以みすまる☆ましい為原型師，為故事的兩位高人氣女角露西及其分裂人格妮悠、以及娜娜製作比例為1:8的手辦模型，並以「奇蹟」作宣傳。2007年8月1日至9月30日接受訂貨生產，並於2008年1月下旬發送。預約期內同時購入兩位女角的模型，附贈可替換的特別版配件。
- 妮悠：特別版附贈「露西Ver.」的臉部及頭髮配件。定價（含稅）：￥4,935（另需負擔￥600的運費）
- 娜娜：特別版附贈「別Ver.娜娜」的頭髮配件。定價（含稅）：￥4,515（另需負擔￥600的運費）

## 評價
本作的品質、動畫與作畫獲得正面的評價。知名漫畫家冨樫義博也是《妖精的旋律》的影迷，這件事是經由其妻子武內直子而得知的，有傳言指出，這對於冨樫在《HUNTER X HUNTER》的NGL篇的創作上造成了相當巨大的影響力。
本作在日本當地是屬於知名度不高，只有少數人才知道的作品；然而在海外地區，由於本作的特異風格和主角的超能力而大受歡迎。
在2004年的「AnimeReactor Community Awards」當中，本作品獲得最佳OP/ED組合、最佳劇本、最佳驚悚片、最佳影迷服務獎等數項榮譽，而主角露西也榮獲最佳女性角色獎。此外，於2007年在美國紐約Comic-Con的「American Anime Awards」當中，本作品也獲得「最佳短篇系列」的提名（最後並未得獎）。
在週刊YOUNG JUMP的結尾評論中，從「因為太貧窮而買不起電視…」（極貧でテレビが買えません…）、「一個人在馬達加斯加…」（一人でマダガスカル…）之類的謙虛評論可看到的人物像中，另外特別是在網路上的主要支持者之間，不管作者是男兒身這件事，大家都以「小阿倫」（倫たん）來親切地稱呼他。「本漫畫不只是劇中的角色，連作者本身都很萌。」因為這樣的評論，而讓本作得到許多人氣度。

## 外部連結
- 《エルフェンリート elfen lied》動畫版的官方網站（页面存档备份，存于）（日語）
- 《Elfen Lied》美國代理商ADV所設的官方網站（英文）
- 《Elfen Lied》澳洲代理商Madman所設的官方網站（附設討論區）（页面存档备份，存于）（英文）
- ■FOR-NEXT - 岡本倫 HOMEPAGE（页面存档备份，存于） - 作者岡本倫的官方網站（日語）